# Ʋ̄
Cette page contient des caractères spéciaux ou non latins. S’ils s’affichent mal (▯, ?, etc.), consultez la page d’aide Unicode.
Ʋ̄ (minuscule : ʋ̄), appelé V de ronde macron ou V crosse macron, est un graphème parfois utilisé en kassem dans la notation des tons dans certains dictionnaires. Il s’agit de la lettre Ʋ diacritée d’un macron.

## Représentations informatiques
Le V de ronde macron peut être représenté avec les caractères Unicode suivants :
- décomposé (latin de base, diacritiques) :

| formes    | représentations | chaînes de caractères | points de code | descriptions                                          |
| --------- | --------------- | --------------------- | -------------- | ----------------------------------------------------- |
| capitale  | Ʋ̄               | Ʋ◌̄                    | U+01B2 U+0304  | lettre majuscule latine v crosse diacritique macron   |
| minuscule | ʋ̄               | ʋ◌̄                    | U+028B U+0304  | lettre minuscule latine v de ronde diacritique macron |

## Sources
- Dictionnaire bilingue kasɩm-français français-kasɩm, Ouagadougou, Société internationale de linguistique, 2007 (lire en ligne)